# Jacques Berenger
Jacques „Jacky” Berenger (ur. 26 sierpnia 1933 w Casablance) – marokański kierowca wyścigowy.

## Biografia
W wieku 18 lat uzyskał prawo jazdy. W latach 1952–1954 odbywał służbę wojskową, początkowo w Austrii, a później na granicy algiersko-tunezyjskiej. Po zakończeniu służby wojskowej podjął pracę w firmie rodzinnej Établissement L.Berenger, a za zaoszczędzone pieniądze zakupił używanego MG TC, którym odbył pierwszy wyścig w 1955 roku. Rok później uzyskał licencję pilota. W roku 1959 zakupił pierwszy nowy samochód, MG MGA. Rok później został prezesem w firmie L.Berenger, którą to funkcję pełnił do 2007 roku.
W 1965 roku rozpoczął rywalizację Mini Cooperem, a następnie ścigał się Renault Alpine A110. Od 1968 roku uczestniczył w mistrzostwach Maroka. W listopadzie 1969 roku zakupił od Tima Schenkena Brabhama BT28, którym ścigał się w Marokańskiej Formule 3. W 1970 roku Berenger zdobył pierwszy tytuł mistrzowski, wygrywając wszystkie wyścigi, a tytuł obronił rok później. W 1975 roku zakupił Porsche 911 Carrera RS, którą zdobył tytuł mistrza Maroka w klasie GT w latach 1976–1977. Po tym osiągnięciu zaprzestał rywalizacji w ojczyźnie. Prawdopodobnie w 1978 roku zakupił na krótko Chevrona B19, a po sprzedaży go skoncentrował się na wyścigach długodystansowych w Europie. Wspólnie z Charlesem Geeraertsem, którego znał z czasów wyścigów w Maroku, zakupił BMW 320 od Team BMW Junior. Tym samochodem razem z Geeraertsem ścigał się regularnie w latach 1979–1980 szczególnie w sześciogodzinnych wyścigach. Załoga rywalizowała na takich torach, jak Brands Hatch, Dijon, Mugello, Silverstone, Vallelunga i Zolder, zdobywając na ostatnim z nich swój najlepszy rezultat (szóste miejsce). Po wyścigu 24h Zolder 1981 Berenger zrezygnował z uprawiania sportu samochodowego, argumentując to spadkiem motywacji oraz narastaniem kosztów.

## Życie prywatne
W 1969 roku ożenił się z Gisèle, z którą ma córkę i syna. Po zakończeniu kariery wyścigowej poświęcił się rozwijaniu takich pasji, jak windsurfing i jazda na motocyklach.